# Världsmästerskapen i bågskytte 1963
Världsmästerskapen i bågskytte 1963 arrangerades i Helsingfors i Finland mellan den 24 och 27 juli 1963.

## Medaljsummering

### Recurve
| Event                          | Guld                  | Silver                  | Brons                   |
| Herrarnas individuella tävling | Charles Sandlin (USA) | Joe Thornton (USA)      | David Keaggy, Jr. (USA) |
| Damernas individuella tävling  | Victoria Cook (USA)   | Nancy Vonderheide (USA) | Marjatta Niemi (FIN)    |
| Herrarnas lag                  | USA                   | Frankrike               | Sverige                 |
| Damernas lag                   | USA                   | Finland                 | Storbritannien          |

### Medaljtabell
| Pl. | Nation         | Guld | Silver | Brons | Totalt |
| --- | -------------- | ---- | ------ | ----- | ------ |
| 1   | USA            | 4    | 2      | 1     | 7      |
| 2   | Finland        | -    | 1      | 1     | 2      |
| 3   | Frankrike      | -    | 1      | -     | 1      |
| 4   | Storbritannien | -    | -      | 1     | 1      |
| 4   | Sverige        | -    | -      | 1     | 1      |